# Danh sách thủ đô quốc gia
Đây là bảng danh sách các thủ đô của 249 quốc gia và vùng lãnh thổ phụ thuộc trên thế giới. Những vùng và lãnh thổ phụ thuộc được ghi bằng chữ nghiêng.

## Danh sách nước và vùng lãnh thổ
Nguồn dữ liệu là UN Data, ví dụ dữ liệu cho Algérie là UN Data/ Algeria, và trang Wiki tiếng Anh.
| Tt  | Nước / Vùng lãnh thổ                 | Thủ đô                                                            | Ghi chú |
| --- | ------------------------------------ | ----------------------------------------------------------------- | --- |
| 1   | Abkhazia                             | Sukhumi                                                           | Lãnh thổ độc lập de facto được Nga, Nauru, Nicaragua, Venezuela, Nam Ossetia và Transnistria công nhận. Gruzia tuyên bố chủ quyền lãnh thổ này với tên CH Tự trị Abkhazia. |
| 2   | Afghanistan                          | Kabul                                                             | |
| 3   | Akrotiri và Dhekelia                 | Episkopi Cantonment                                               | Lãnh thổ hải ngoại Anh quốc trên đảo Síp |
| 4   | Albania                              | Tirana                                                            | |
| 5   | Algérie                              | Algiers                                                           | |
| 6   | Samoa thuộc Mỹ                       | Pago Pago                                                         | Lãnh thổ Hoa Kỳ tại Nam Thái Bình Dương |
| 7   | Andorra                              | Andorra la Vealla                                                 | |
| 8   | Angola                               | Luanda                                                            | |
| 9   | Anguilla                             | The Valley                                                        | Lãnh thổ hải ngoại Anh quốc tại vùng biển Caribbean |
| 10  | Antigua và Barbuda                   | St. John's                                                        | |
| 11  | Argentina                            | Buenos Aires                                                      | |
| 12  | Armenia                              | Yerevan                                                           | |
| 13  | Aruba                                | Oranjestad                                                        | Lãnh thổ tự quản thuộc Hà Lan tại vùng biển Caribbean |
| 15  | Đảo Ascension                        | Georgetown                                                        | Lãnh thổ hải ngoại Anh quốc tại Quần đảo St. Helena, Ascension and Tristan da Cunha |
| 16  | Úc                                   | Canberra                                                          | |
| 17  | Áo                                   | Vienna                                                            | |
| 18  | Azerbaijan                           | Baku                                                              | |
| 19  | Bahamas                              | Nassau                                                            | |
| 20  | Bahrain                              | Manama                                                            | |
| 21  | Bangladesh                           | Dhaka                                                             | |
| 22  | Barbados                             | Bridgetown                                                        | |
| 23  | Belarus                              | Minsk                                                             | |
| 24  | Bỉ                                   | Brussels                                                          | Thủ phủ Liên minh châu Âu |
| 25  | Belize                               | Belmopan                                                          | |
| 26  | Bénin                                | Porto-Novo (chính thức) Cotonou (thực tế)                         | |
| 27  | Bermuda                              | Hamilton                                                          | Lãnh thổ hải ngoại Anh quốc |
| 28  | Bhutan                               | Thimphu                                                           | |
| 29  | Bolivia                              | Sucre (theo hiến pháp) La Paz (hành chính)                        | La Paz is the highest administrative capital, higher than Quito. |
| 30  | Bosna và Hercegovina                 | Sarajevo                                                          | |
| 31  | Botswana                             | Gaborone                                                          | |
| 32  | Brasil                               | Brasília                                                          | |
| 33  | Brunei                               | Bandar Seri Begawan                                               | |
| 34  | Bulgaria                             | Sofia                                                             | |
| 35  | Burkina Faso                         | Ouagadougou                                                       | |
| 36  | Burundi                              | Gitega                                                            | Bujumbura là thủ đô từ năm1962 đến năm 2018. |
| 37  | Cabo Verde                           | Praia                                                             | |
| 38  | Campuchia                            | Phnôm Pênh                                                        | |
| 39  | Cameroon                             | Yaoundé                                                           | |
| 40  | Canada                               | Ottawa                                                            | |
| 41  | Quần đảo Cayman                      | George Town                                                       | Lãnh thổ hải ngoại Anh quốc |
| 42  | CH Trung Phi                         | Bangui                                                            | |
| 43  | Tchad                                | N'Djamena                                                         | |
| 44  | Chile                                | Santiago (chính thức) Valparaíso (lập pháp)                       | |
| 45  | Trung Quốc                           | Bắc Kinh                                                          | Xem thêm: List of historical capitals of China |
| 46  | Đảo Giáng Sinh                       | Flying Fish Cove                                                  | Bang hoặc lãnh thổ Úc |
| 47  | Quần đảo Cocos (Keeling)             | West Island                                                       | Bang hoặc lãnh thổ Úc |
| 48  | Colombia                             | Bogotá                                                            | |
| 49  | Comoros                              | Moroni                                                            | |
| 50  | CH Congo                             | Brazzaville                                                       | |
| 51  | CHDC Congo                           | Kinshasa                                                          | |
| 52  | Quần đảo Cook                        | Avarua                                                            | Lãnh thổ liên kết New Zealand |
| 53  | Costa Rica                           | San José                                                          | |
| 54  | Bờ Biển Ngà                          | Yamoussoukro (chính thức) Abidjan (thủ đô cũ)                     | Abidjan nay còn nhiều cơ quan chính phủ |
| 55  | Croatia                              | Zagreb                                                            | |
| 56  | Cuba                                 | La Habana                                                         | |
| 57  | Curaçao                              | Willemstad                                                        | Lãnh thổ tự quản thuộc Hà Lan |
| 57  | Síp                                  | Nicosia                                                           | |
| 58  | Bắc Síp                              | Nicosia                                                           | Lãnh thổ tự quản de facto được Thổ Nhĩ Kỳ công nhận. Cộng hòa Síp tuyên bố chủ quyền lãnh thổ này. |
| 59  | Cộng hòa Séc                         | Prague                                                            | |
| 60  | Đan Mạch                             | Copenhagen                                                        | |
| 61  | Djibouti                             | Djibouti                                                          | |
| 62  | Dominica                             | Roseau                                                            | |
| 63  | CH Dominica                          | Santo Domingo                                                     | |
| 64  | Đảo Phục Sinh                        | Hanga Roa                                                         | Lãnh thổ đặc biệt thuộc Chile |
| 65  | Ecuador                              | Quito                                                             | Highest official capital. |
| 66  | Ai Cập                               | Cairo                                                             | |
| 67  | El Salvador                          | San Salvador                                                      | |
| 68  | Guinea Xích Đạo                      | Malabo (hiện tại) Ciudad de la Paz (đang xây dựng)                | Ciudad de la Paz (tên cũ trước năm 2017 là Oyala) hiện đang được xây dựng để trở thành thủ đô mới thay thế thủ đô Malabo. |
| 69  | Eritrea                              | Asmara                                                            | |
| 70  | Estonia                              | Tallinn                                                           | |
| 71  | Ethiopia                             | Addis Ababa                                                       | |
| 72  | Quần đảo Falkland / Malvinas         | Stanley                                                           | |
| 73  | Quần đảo Faroe                       | Tórshavn                                                          | Lãnh thổ tự quản thuộc Đan Mạch |
| 74  | Fiji                                 | Suva                                                              | |
| 75  | Phần Lan                             | Helsinki                                                          | |
| 76  | Pháp                                 | Paris                                                             | |
| 77  | Guyane thuộc Pháp                    | Cayenne                                                           | Lãnh thổ hải ngoại Pháp |
| 78  | Polynésie thuộc Pháp                 | Papeete                                                           | Lãnh thổ hải ngoại Pháp |
| 79  | Gabon                                | Libreville                                                        | |
| 80  | Gambia                               | Banjul                                                            | |
| 81  | Gruzia                               | Tbilisi (chính thức) Kutaisi (lập pháp)                           | |
| 82  | Đức                                  | Berlin                                                            | |
| 83  | Ghana                                | Accra                                                             | |
| 84  | Gibraltar                            | Gibraltar                                                         | Lãnh thổ hải ngoại Anh quốc |
| 85  | Hy Lạp                               | Athens                                                            | |
| 86  | Greenland                            | Nuuk                                                              | Lãnh thổ tự quản thuộc Đan Mạch |
| 87  | Grenada                              | St. George's                                                      | |
| 88  | Guadeloupe                           | Basse-Terre                                                       | Lãnh thổ hải ngoại Pháp |
| 89  | Guam                                 | Hagåtña                                                           | Lãnh thổ Hoa Kỳ |
| 90  | Guatemala                            | Thành phố Guatemala                                               | |
| 91  | Guernsey                             | St. Peter Port                                                    | Thuộc Quần đảo Eo Biển, lãnh thổ "Crown Dependency" Anh quốc |
| 92  | Guinée                               | Conakry                                                           | |
| 93  | Guiné-Bissau                         | Bissau                                                            | |
| 94  | Guyana                               | Georgetown                                                        | |
| 95  | Haiti                                | Port-au-Prince                                                    | |
| 96  | Vatican                              | Thành Vatican                                                     | City-state |
| 97  | Honduras                             | Tegucigalpa                                                       | |
| 98  | Hồng Kông                            | Hồng Kông                                                         | Khu vực hành chính đặc biệt của Trung Quốc |
| 99  | Hungary                              | Budapest                                                          | |
| 100 | Iceland                              | Reykjavík                                                         | |
| 101 | Ấn Độ                                | New Delhi                                                         | |
| 102 | Indonesia                            | Jakarta                                                           | |
| 103 | Iran                                 | Tehran                                                            | |
| 104 | Iraq                                 | Baghdad                                                           | |
| 105 | Ireland                              | Dublin                                                            | |
| 106 | Đảo Man                              | Douglas                                                           | Lãnh thổ "Crown Dependency" Anh quốc |
| 107 | Israel                               | Jerusalem (công bố, thực tế)                                      | Jerusalem Law khẳng định "Jerusalem, complete and united, is the capital of Israel", và tại đó đặt dinh tổng thống, quốc hội, các cơ quan nhà nước và lập pháp. |
| 108 | Ý                                    | Rome                                                              | |
| 109 | Jamaica                              | Kingston                                                          | |
| 110 | Nhật Bản                             | Tokyo                                                             | Từ năm 794 đến năm 1868, nơi ở Thiên Hoàng tại Kyoto, sau năm 1868 nơi ở của Thiên Hoàng và trụ sở của Chính phủ Nhật Bản được chuyển đến đặt tại Tokyo nên nhiều người cho rằng Tokyo là thủ đô của Nhật.                                                                           |
| 111 | Jersey                               | Saint Helier                                                      | Thuộc Quần đảo Eo Biển, lãnh thổ "Crown Dependency" Anh quốc |
| 112 | Jordan                               | Amman                                                             | |
| 113 | Kazakhstan                           | Astana                                                            | |
| 114 | Kenya                                | Nairobi                                                           | |
| 115 | Kiribati                             | Nam Tarawa (Tarawa Atoll)                                         | |
| 116 | CHDCND Triều Tiên                    | Pyongyang                                                         | |
| 117 | Hàn Quốc                             | Seoul                                                             | |
| 118 | Kosovo                               | Pristina                                                          | Lãnh thổ độc lập de facto được một số nước LHQ và Đài Loan công nhận. Tuy nhiên Cộng hòa Serbia coi có chủ quyền với tên Autonomous Province of Kosovo and Metohija. |
| 119 | Kuwait                               | Thành phố Kuwait                                                  | |
| 120 | Kyrgyzstan                           | Bishkek                                                           | |
| 121 | Lào                                  | Viêng Chăn (Vientiane)                                            | |
| 122 | Latvia                               | Riga                                                              | |
| 123 | Liban                                | Beirut                                                            | |
| 124 | Lesotho                              | Maseru                                                            | |
| 125 | Liberia                              | Monrovia                                                          | |
| 126 | Libya                                | Tripoli                                                           | |
| 127 | Liechtenstein                        | Vaduz                                                             | |
| 128 | Litva                                | Vilnius                                                           | |
| 129 | Luxembourg                           | Luxembourg                                                        | |
| 130 | Madagascar                           | Antananarivo                                                      | |
| 131 | Malawi                               | Lilongwe                                                          | |
| 132 | Malaysia                             | Kuala Lumpur (chính thức) Putrajaya (hành chính)                  | Kuala Lumpur là thủ đô chính thức, hoàng gia và lập pháp. |
| 133 | Maldives                             | Malé                                                              | |
| 134 | Mali                                 | Bamako                                                            | |
| 135 | Malta                                | Valletta                                                          | |
| 136 | Quần đảo Marshall                    | Majuro                                                            | Lãnh thổ liên kết Hoa Kỳ |
| 137 | Martinique                           | Fort-de-France                                                    | Lãnh thổ hải ngoại Pháp |
| 138 | Mauritanie                           | Nouakchott                                                        | |
| 139 | Mauritius                            | Port Louis                                                        | |
| 140 | Mayotte                              | Mamoudzou                                                         | Lãnh thổ hải ngoại Pháp |
| 141 | México                               | Thành phố México                                                  | |
| 142 | Micronesia                           | Palikir                                                           | Lãnh thổ liên kết Hoa Kỳ |
| 143 | Moldova                              | Chisinau                                                          | |
| 144 | Monaco                               | Monaco                                                            | City-state |
| 145 | Mông Cổ                              | Ulan Bator                                                        | |
| 146 | Montenegro                           | Podgorica (chính thức) Cetinje (cố đô Hoàng gia, phủ tổng thống)  | |
| 147 | Montserrat                           | Plymouth (chính thức) Brades (thực tế) Little Bay (đang xây dựng) | Lãnh thổ hải ngoại Anh quốc. Sau lần núi lửa Soufrière Hills phun trào năm 1997 các cơ quan nhà nước chuyển đến Brades Estate. Thủ đô đang xây dựng Little Bay sẽ trở thành thủ đô chính thức mới                                                                                    |
| 148 | Maroc                                | Rabat                                                             | |
| 149 | Mozambique                           | Maputo                                                            | |
| 150 | Myanmar                              | Naypyidaw                                                         | |
| 152 | Namibia                              | Windhoek                                                          | |
| 153 | Nauru                                | Yaren (thực tế)                                                   | Không có thủ đô chính thức, chính phủ làm việc tại Yaren. |
| 154 | Nepal                                | Kathmandu                                                         | |
| 155 | Hà Lan                               | Amsterdam                                                         | Amsterdam là thủ đô theo hiến pháp, nhưng các cơ quan nhà nước đặt ở Den Haag. |
| 156 | Nouvelle-Calédonie                   | Nouméa                                                            | Lãnh thổ hải ngoại Pháp |
| 157 | New Zealand                          | Wellington                                                        | |
| 158 | Nicaragua                            | Managua                                                           | |
| 159 | Niger                                | Niamey                                                            | |
| 160 | Nigeria                              | Abuja                                                             | Lagos là thủ đô thời 1914-1991. |
| 161 | Niue                                 | Alofi                                                             | Lãnh thổ liên kết New Zealand |
| 162 | Đảo Norfolk                          | Kingston                                                          | Bang hoặc lãnh thổ Úc |
| 163 | Bắc Macedonia                        | Skopje                                                            | |
| 164 | Qđ Bắc Mariana                       | Saipan                                                            | Lãnh thổ Hoa Kỳ |
| 165 | Na Uy                                | Oslo                                                              | |
| 166 | Oman                                 | Muscat                                                            | |
| 167 | Pakistan                             | Islamabad                                                         | |
| 168 | Palau                                | Ngerulmud                                                         | Lãnh thổ liên kết Hoa Kỳ |
| 169 | Palestine                            | Đông Jerusalem (công bố) Ramallah (thực tế)                       | Nhà nước Palestine tuyên bố lãnh thổ bị Israel xâm chiếm trong Chiến tranh Sáu ngày 1967, với Đông Jerusalem là thủ đô, nhưng không thực hiện được quyền kiểm soát. |
| 170 | Panama                               | Thành phố Panama                                                  | |
| 171 | Papua New Guinea                     | Port Moresby                                                      | |
| 172 | Paraguay                             | Asunción                                                          | |
| 173 | Perú                                 | Lima                                                              | |
| 174 | Philippines                          | Manila                                                            | |
| 175 | Quần đảo Pitcairn                    | Adamstown                                                         | Lãnh thổ hải ngoại Anh quốc |
| 176 | Ba Lan                               | Warsaw                                                            | |
| 177 | Bồ Đào Nha                           | Lisbon                                                            | |
| 178 | Puerto Rico                          | San Juan                                                          | Lãnh thổ Hoa Kỳ |
| 179 | Qatar                                | Doha                                                              | |
| 180 | Réunion                              | Saint-Denis                                                       | Lãnh thổ hải ngoại Pháp |
| 181 | România                              | Bucharest                                                         | |
| 182 | Nga                                  | Moskva                                                            | |
| 183 | Rwanda                               | Kigali                                                            | |
| 184 | CHDC Arab Sahrawi                    | El Aaiún (công bố) Tifariti (thực tế)                             | CHDC Arab Sahrawi được 82 nước công nhận, tuyên bố chủ quyền phần lớn lãnh thổ Tây Sahara. Lãnh thổ này gồm cả El Aaiún, hiện do Maroc chiếm giữ và tuyên bố chủ quyền. |
| 185 | Saint-Barthélemy                     | Gustavia                                                          | Lãnh thổ hải ngoại Pháp |
| 186 | Saint Helena                         | Jamestown                                                         | Lãnh thổ hải ngoại Anh quốc tại Quần đảo St. Helena, Ascension and Tristan da Cunha |
| 187 | Saint Kitts và Nevis                 | Basseterre                                                        | |
| 188 | Saint Lucia                          | Castries                                                          | |
| 189 | Saint-Martin                         | Marigot                                                           | Lãnh thổ hải ngoại Pháp |
| 190 | Saint-Pierre và Miquelon             | Saint Pierre                                                      | Lãnh thổ hải ngoại Pháp |
| 191 | Saint Vincent và Grenadines          | Kingstown                                                         | |
| 192 | Samoa                                | Apia                                                              | |
| 193 | San Marino                           | San Marino                                                        | |
| 194 | São Tomé và Príncipe                 | São Tomé                                                          | |
| 195 | Ả Rập Xê Út                          | Riyadh                                                            | |
| 196 | Sénégal                              | Dakar                                                             | |
| 197 | Serbia                               | Belgrade                                                          | |
| 198 | Seychelles                           | Victoria                                                          | |
| 199 | Sierra Leone                         | Freetown                                                          | |
| 200 | Singapore                            | Singapore                                                         | City-state |
| 201 | Sint Maarten                         | Philipsburg                                                       | Lãnh thổ tự quản thuộc Hà Lan |
| 202 | Slovakia                             | Bratislava                                                        | |
| 203 | Slovenia                             | Ljubljana                                                         | |
| 204 | Quần đảo Solomon                     | Honiara                                                           | |
| 205 | Somalia                              | Mogadishu                                                         | |
| 206 | Somaliland                           | Hargeisa                                                          | Lãnh thổ độc lập de facto không được nước nào công nhận. Somali Republic tuyên bố chủ quyền. |
| 207 | Nam Phi                              | Pretoria (điều hành) Bloemfontein (tư pháp) Cape Town (lập pháp)  | |
| 208 | Qđ Nam Georgia & Nam Sandwich        | King Edward Point/Grytviken                                       | Lãnh thổ hải ngoại Anh quốc |
| 209 | Nam Ossetia                          | Tskhinvali                                                        | Lãnh thổ độc lập de facto được Nga, Nicaragua, Nauru, Venezuela, Abkhazia, Transnistria công nhận. Gruzia tuyên bố chủ quyền với tên là Provisional Administrative Entity of South Ossetia.                                                                                          |
| 210 | Nam Sudan                            | Juba                                                              | |
| 211 | Tây Ban Nha                          | Madrid                                                            | |
| 212 | Sri Lanka                            | Sri Jayawardenepura Kotte (chính thức) Colombo (thủ đô cũ)        | Được gọi là "Kotte". Đến những năm 1980 thủ đô là Colombo, trung tâm thương mại lớn của Sri Lanka, nay còn nhiều cơ quan nhà nước. |
| 213 | Sudan                                | Khartoum                                                          | |
| 214 | Suriname                             | Paramaribo                                                        | |
| 215 | Eswatini                             | Mbabane (hành chính) Lobamba (hoàng gia)                          | Lobamba thủ đô hoàng gia và lập pháp. |
| 216 | Thụy Điển                            | Stockholm                                                         | |
| 217 | Thụy Sĩ                              | Bern                                                              | |
| 218 | Syria                                | Damascus                                                          | |
| 219 | Đài Loan                             | Đài Bắc                                                           | Tên chính thức là Trung Hoa Dân Quốc (ROC), cạnh tranh với CHND Trung Hoa (PRC) quyền đại diện cho toàn Trung Hoa từ 1949. Đài Loan đang kiểm soát các đảo: Đài Loan, Kim Môn (Quemoy), Mã Tổ (Matsu), Quần đảo Đông Sa (the Pratas), một phần Quần đảo Trường Sa (Spratly Islands). |
| 220 | Tajikistan                           | Dushanbe                                                          | |
| 221 | Tanzania                             | Dodoma (chính thức)                                               | Dar es Salaam là thành phố lớn nhất, thủ đô cũ, hiện còn nhiều cơ quan nhà nước, tòa án, ngoại giao,... làm việc |
| 222 | Thái Lan                             | Bangkok                                                           | |
| 223 | Timor-Leste                          | Dili                                                              | |
| 224 | Togo                                 | Lomé                                                              | |
| 225 | Tonga                                | Nukuʻalofa                                                        | |
| 226 | Transnistria                         | Tiraspol                                                          | Lãnh thổ độc lập de facto không được thành viên LHQ công nhận. Được Abkhazia và Nam Ossetia công nhận. Moldova tuyên bố có chủ quyền lãnh thổ này với tên Đơn vị lãnh thổ Transnistria.                                                                                              |
| 227 | Trinidad và Tobago                   | Port of Spain                                                     | |
| 228 | Tristan da Cunha                     | Edinburgh of the Seven Seas                                       | Lãnh thổ hải ngoại Anh quốc tại Quần đảo St. Helena, Ascension and Tristan da Cunha |
| 229 | Tunisia                              | Tunis                                                             | |
| 230 | Thổ Nhĩ Kỳ                           | Ankara                                                            | Istanbul được công nhận là thủ đô văn hóa châu Âu. |
| 231 | Turkmenistan                         | Ashgabat                                                          | |
| 232 | Quần đảo Turks và Caicos             | Cockburn Town                                                     | Lãnh thổ hải ngoại Anh quốc |
| 233 | Tuvalu                               | Funafuti                                                          | |
| 234 | Uganda                               | Kampala                                                           | |
| 235 | Ukraina                              | Kiev                                                              | |
| 236 | Các Tiểu Vương Quốc Ả Rập Thống Nhất | Abu Dhabi                                                         | |
| 237 | Anh Quốc                             | Luân Đôn                                                          | Trước Acts of Union 1707, London là thủ đô riêng Anh. Edinburgh là thủ đô Scotland |
| 238 | Hoa Kỳ                               | Washington, D.C.                                                  | |
| 239 | Uruguay                              | Montevideo                                                        | |
| 240 | Uzbekistan                           | Tashkent                                                          | |
| 241 | Vanuatu                              | Port Vila                                                         | |
| 242 | Venezuela                            | Caracas                                                           | |
| 243 | Việt Nam                             | Hà Nội                                                            | |
| 244 | Quần đảo Virgin thuộc Anh            | Road Town                                                         | Lãnh thổ hải ngoại Anh quốc |
| 245 | Quần đảo Virgin thuộc Mỹ             | Charlotte Amalie                                                  | Lãnh thổ Hoa Kỳ |
| 246 | Wallis và Futuna                     | Mata-Utu                                                          | Lãnh thổ hải ngoại Pháp |
| 247 | Yemen                                | Sana'a                                                            | |
| 248 | Zambia                               | Lusaka                                                            | |
| 249 | Zimbabwe                             | Harare                                                            | |